# Andrzej Hanisz
Andrzej Hanisz (ur. 3 lutego 1962 w Katowicach) – polski hokeista, olimpijczyk.
Zawodnik występujący na pozycji bramkarza. W Polsce przez jedenaście sezonów (1981–1991) związany z Naprzodem Janów. Z klubem tym zdobył cztery medale mistrzostw Polski - srebrny w 1989 i trzykrotnie brązowy w 1982, 1986 i 1987. W latach 1993–1995 występował w klubach niemieckich EHC Essen West i EC Ratingen.
Barwy narodowe reprezentował 87 razy. W 1988 wystąpił na Igrzyskach Olimpijskich w Calgary. Podczas turnieju 16 lutego 1988 wystąpił w meczu przeciw aktualnym mistrzom świata, reprezentacji Szwecją (1:1), w którym obronił 31 strzałów.
Siedmiokrotnie uczestniczył w turniejach o mistrzostwo świata, rozgrywając w nich 47 spotkań. Wybrany najlepszym bramkarzem mistrzostw świata gr. B-1 w Canazei.
Jego syn Marek (ur. 1984) także jest bramkarzem hokejowym. Gra w niemieckim klubie GEC Ritter Nordhorn.

## Sukcesy
Reprezentacyjne
- Awans do Grupy A mistrzostw świata: 1991

Indywidualne
- Mistrzostwa Świata w Hokeju na Lodzie 1989#Grupa A:
  - Jeden z trzech najlepszych zawodników reprezentacji w turnieju[4]